# Příběničky
Příběničky jsou zaniklý hrad na pravém břehu Lužnice asi 3 km jihovýchodně od obce Řepeč v okrese Tábor. Spolu s hradem Příběnice a jeho podhradním městečkem tvořily součást sídelního komplexu, který je od roku 1963 je chráněn jako kulturní památka ČR. Dochovaly se z něj terénní relikty a drobné fragmenty zdí.

## Historie hradu
Hrad vznikl v první polovině 13. století a nejčastěji bývají za zakladatele považováni Rožmberkové, kteří na protější straně Lužnice vybudovali hrad Příběnice. Není však jasné, jaký k tomu měli důvod, a proto existuje i hypotéza, že stavitelem byl panovník, který tak chtěl vyvážit rostoucí moc Vítkovců. Tomu zase neodpovídá použitý typ hradu a skutečnost, že ze stejného důvodu nechal postavit nedaleké Hradiště (dnes Tábor).
První písemná zmínka pochází z roku 1324. Ovšem největší slávy se hrad pravděpodobně dočkal v roce 1369. Tehdy došlo při dělení pozůstalosti po Joštovi I. z Rožmberka k rozdělení příběnického panství na dvě části. Levou část s hradem Příběnice získal Oldřich I. z Rožmberka, zatímco pravou s Příběničkami Petr II. z Rožmberka a Jan I. z Rožmberka. Jelikož však oba zemřeli bezdětní, získal statek Jindřich III. z Rožmberka, syn Oldřicha I. Tím došlo ke znovuspojení obou statků. Roku 1420 byl hrad dobyt husity a roku 1437 na základě dohody Tábora s Oldřichem II. z Rožmberka zbořen.

## Stavební podoba
Hrad byl dvojdílný. Tvořilo ho předhradí chráněné obloukem příkopu. Hradní jádro mělo oválný půdorys a v jeho jižní části stál bergfrit a v severní trojprostorový palác dochovaný v podobě terénních reliktů. Další budova snad stála na východní straně a opevnění na severozápadě zesiloval parkán. Před hradem se nachází rozsáhlá opevněná plocha, kterou mohli zřídit husité po dobytí hradu v roce 1420 a využívat ji jako opevněný tábor. Podle Augusta Sedláčka spojoval Příběničky s protějším latránem nedochovaný most.

## Přístup
Zřícenina hradu je obtížně dostupná. Leží mimo značené turistické trasy a z protějšího břehu řeky sem nevede žádný most. K návštěvě lze využít některou z cest, které vedou k samotě U Rybáka jižně od hradu.